# Kaufman (Texas)
Kaufman is een plaats (city) in de Amerikaanse staat Texas, en valt bestuurlijk gezien onder Kaufman County.

## Demografie
Bij de volkstelling in 2000 werd het aantal inwoners vastgesteld op 6490.
In 2006 is het aantal inwoners door het United States Census Bureau geschat op 8058, een stijging van 1568 (24.2%).

## Geografie
Volgens het United States Census Bureau beslaat de plaats een oppervlakte van
17,7 km², waarvan 17,2 km² land en 0,5 km² water. Kaufman ligt op ongeveer 126 m boven zeeniveau.

## Plaatsen in de nabije omgeving
De onderstaande figuur toont nabijgelegen plaatsen in een straal van 16 km rond Kaufman.